# الصفقة (برنامج)
الصفقة، برنامج يجمع الترفيه والمواقف الحساسة حيث يتفاعل المشتركون أمام ضغوطات تتطلب جرأة واتخاذ القرارات الصعبة عرض على قناة ام بي سي 1. قدمه الإعلامي المصري أمير كرارة وقيمة الجائزة المقدمة كانت تبلغ 1.000.000 دولار أمريكي.
وهي النسخة العربية الأولى التي يتم إنتاجها للبرنامج العالمي الشهير «صفقة أو لا صفقة (Deal or No Deal)». تم اختيار النسخة الهولندية منه، التي تسمى "Miljoenenjacht".
بدأ البرنامج في 15 أيلول 2004 ولم يدوم طويلا، عرض منه ستة حلقات وتم توقيفه، والسبب حسب إدارة القناة، يعود إلى ضعف نسبة المشاهدين. تم تسجيله في استوديوهات القناة في مدينة الإنتاج الإعلامي بالقاهرة.

## طريقة اللعب
تقوم المسابقة على فكرة اخفاء ستة عشرين رقمًا ماليًا يتراوح من السنت الواحد إلى مليون دولار أمريكي في حقائب يحملها المتسابقون الـ26، الذين يبقون جالسون على مدرج يحملون الحقائب.
في كل حلقة 26 متباري من مختلف الدول العربية يشتركون في البرنامج، يخضعون في المرحلة الأولى، لتصفيات تمهيدية اختبارية في الإجابة عن عدد من اسئلة المعلومات العامة، تتأرجح بين بسيطة ومتوسطة الصعوبة. يخرج من التصفية الأولى متباريان اثنان، يخضعان لاختبار السرعة في الإجابة على طريقة كبس الزر، ومن يجيب بشكل أسرع ينتقل إلى المرحلة الثالثة من المسابقة.
بعدها ينتقل المتباري مع حقيبته إلى جانب المقدم في وسط المسرح، ليباشر المشترك بفتح علب زملائه المشتركين الآخرين ليتوصل إلى اكتشاف المبلغ الموجود في حقيبته، وذلك على مدى تسعة مراحل مراحل. خلال مسار الحلقة وعند نهاية كل مرحلة، يعرض على المشترك مبلغا ماليا مغريا مقابل بيع حقيبته. هنا يحق للمشترك وحده أن يقبل العرض المطروح من قبل البرنامج أو أن يرفضه.
هكذا، تستكمل مجريات الحلقة مع المزيد من العروض المالية والمفاوضات حتى فتح آخر علبة، للتوصل في النهاية إلى فتح الحقيبة الخاصة بالمشترك وأكتشاف المبلغ المخبئ فيه.
بهذه النسخة من البرنامج، لا يوجد الاتصال الهاتفي وعرض البنك كما في النسخ الأخرى.

## اختيار المتسابقين
بعد أن تقدموا للاشتراك بالبرنامج عبر الاتصال على رقم محدد لذلك، إدارة البرنامج تقوم بالاتصال بمن وقع الاختيار عليهم، لتخضعهم عبر الهاتف لمسابقة تتضمن 26 سؤالاً في حقول مختلفة تمكنهم إذا نجحوا في الاختبار من الانتقال في وقت لاحقا إلى القاهرة والإقامة فيها لمدة ثلاثة أيام يجري خلالها تصوير حلقة البرنامج.

## قائمة المبالغ في البرنامج
| القائمة اليسرى    | القائمة اليمنى         |
| ----------------- | ---------------------- |
| 0.01 دولار أمريكي | 1,000 دولار أمريكي     |
| 0.05 دولار أمريكي | 2,500 دولار أمريكي     |
| 0.10 دولار أمريكي | 5,000 دولار أمريكي     |
| 0.20 دولار أمريكي | 10,000 دولار أمريكي    |
| 0.50 دولار أمريكي | 20,000 دولار أمريكي    |
| 1 دولار أمريكي    | 30,000 دولار أمريكي    |
| 5 دولار أمريكي    | 50,000 دولار أمريكي    |
| 10 دولار أمريكي   | 100,000 دولار أمريكي   |
| 25 دولار أمريكي   | 200,000 دولار أمريكي   |
| 50 دولار أمريكي   | 300,000 دولار أمريكي   |
| 100 دولار أمريكي  | 400,000 دولار أمريكي   |
| 250 دولار أمريكي  | 500,000 دولار أمريكي   |
| 500 دولار أمريكي  | 1,000,000 دولار أمريكي |